# Бунге, Беттина
Беттина Бунге (нем. Bettina Bunge;род. 13 июня 1963, Адлисвиль, Швейцария) — немецкая профессиональная теннисистка, 6-я ракетка мира в 1983 году. Победительница 8 турниров тура «Вирджиния Слимз» в одиночном и парном разряде, двукратная финалистка Кубка Федерации в составе сборной ФРГ, обладательница награды WTA в номинации «Возвращение года» (1987).

## Игровая карьера
Беттина Бунге родилась в 1963 году в Швейцарии в семье Зигфрида и Маргарет Бунге. Её отец был международным брокером, занимавшимся рыбной торговлей. Вскоре после этого семья перебралась в Перу, где Беттина прожила 14 лет. В 8-летнем возрасте девочка по настоянию родителей начала брать уроки тенниса, в 11 лет сыграв в своём первом турнире, а в 13 выиграв национальный чемпионат этой страны. Единственный брат Беттины, Генри, тоже играл в теннис.
В 1977 или 1978 году Бунге снова переехали, теперь во Флориду. После переезда в США Беттина продолжала развивать свои теннисные успехи уже на международном уровне, достигнув первого в карьере финала международного турнира в 1979 году, в возрасте 15 лет.
В 1979 году Бунге получила паспорт ФРГ и на протяжении ряда лет выступала за сборную этой страны в Кубке Федерации  (в интервью в начале 1980-х годов она подчёркивала, что имела западногерманское гражданство изначально). В 1981 году она вошла в число десяти сильнейших теннисисток мира согласно рейтингу WTA; её красивая внешность, в совокупности с очевидным талантом, позволяла некоторым комментаторам называть 17-летнюю немку «новой Крис Эверт», несмотря на то, что лучшей теннисисткой года Женская теннисная ассоциация назвала её сверстницу из США Трэйси Остин. На следующий год Бунге, чью игру закрытой ракеткой Мартина Навратилова называла самой красивой в мире, стала полуфиналисткой Уимблдонского турнира и выиграла Открытый чемпионат Германии, а всего за этот год победила на трёх турнирах тура «Вирджиния Слимз», заработала почти 250 тысяч долларов и поднялась в рейтинге до 8-го места. Кроме того, она дошла вместе с Клаудией Коде до финала Кубка Федерации, в полуфинале всухую обыграв соперниц из Австралии (а в личной встрече победив бывшую первую ракетку мира Ивонн Гулагонг-Коули). В финале, однако, Бунге и Коде не смогли противостоять сборной США и проиграла также с сухим счётом (Бунге уступила в личной встрече Навратиловой). Издание Tennis Magazine назвало Бунге самой прогрессирующей теннисисткой 1982 года. Вслед за этим Беттина перебралась в Монако, и Ассоциация тенниса Соединённых Штатов исключила её из рейтинга американских теннисисток, где она занимала шестую строчку.
В марте 1983 года Бунге достигла в рейтинге WTA шестой позиции. Однако дальше этот год сложился для немецкой теннисистки неудачно — она только на трёх турнирах сумела пройти дальше четвертьфинала, а на Уимблдоне проиграла уже в первом круге. В конце года они с Коде-Кильш во второй раз подряд пробились в финал Кубка Федерации, но там снова проиграли — теперь 2:1 сборной Чехословакии (Бунге в своей единственной встрече в финале уступила Гане Мандликовой). В следующие два года на счету Бунге было всего несколько выходов в полуфинал, а в рейтинге она выбыла из первой двадцатки. Причинами неудач, по её собственным словам, стали тендинит плеча и потеря интереса к игре.
Возвращение в женскую теннисную элиту состоялось в 1986—1987 годах, когда Бунге, четыре раза добравшись на разных турнирах до полуфинала, поднялась в рейтинге с 30-го на 12-е место и была удостоена награды WTA в номинации «Возвращение года». Вскоре после этого у немки, однако, начались усиливавшиеся боли в правом колене; по словам её врача, это было вызвано костным наростом, трущимся о сухожилие четырёхглавой мышцы бедра. В начале лета теннисистка легла на операцию; через полгода восстановления, в ходе тренировки, Бунге порвала связки на правой ноге. На этот раз восстановление заняло 18 месяцев. В середине 1989 года в Сан-Диего, на своём первом турнире после возвращения на корт, Бунге неожиданно для всех дошла до полуфинала, выиграв три матча подряд (в том числе у Лори Макнил и Джо Дьюри), прежде чем уступить своей соотечественнице Штеффи Граф. В ноябре на турнире в Чикаго немка обыграла посеянную пятой Яну Новотну, но сразу после его окончания ей пришлось лечь на очередную операцию. Бунге планировала вернуться в строй к Открытому чемпионату США, но к лету стало ясно, что её соревновательная карьера окончена.

## Финалы турниров «Вирджиния Слимс» за карьеру

### Одиночный разряд (4-9)
| Результат | №  | Дата             | Турнир                              | Покрытие | Соперница в финале  | Счёт в финале |
| --------- | -- | ---------------- | ----------------------------------- | -------- | ------------------- | ------------- |
| Поражение | 1. | 13 августа 1979  | Торонто, Канада                     | Ковёр(i) | Барбара Поттер      | 1-6, 4-6      |
| Поражение | 2. | 23 декабря 1979  | Сидней, Австралия                   | Трава    | Гана Мандликова     | 3-6, 6-3, 3-6 |
| Поражение | 3. | 20 октября 1980  | Стокгольм, Швеция                   | Ковёр(i) | Гана Мандликова     | 2-6, 2-6      |
| Поражение | 4. | 16 февраля 1981  | Хьюстон, США                        | Хард     | Гана Мандликова     | 4-6, 4-6      |
| Поражение | 5. | 14 сентября 1981 | Токио, Япония                       | Ковёр(i) | Энн Киёмура         | 4-6, 5-7      |
| Поражение | 6. | 5 октября 1981   | Тампа, США                          | Хард     | Мартина Навратилова | 7-5, 2-6, 0-6 |
| Поражение | 7. | 11 января 1982   | Цинциннати, США                     | Ковёр(i) | Барбара Поттер      | 4-6, 6-7      |
| Победа    | 1. | 15 февраля 1982  | Хьюстон                             | Ковёр(i) | Пэм Шрайвер         | 6-2, 3-6, 6-2 |
| Победа    | 2. | 17 мая 1982      | Открытый чемпионат Германии, Берлин | Грунт    | Кэти Риналди        | 6-2, 6-2      |
| Поражение | 8. | 23 августа 1982  | Мауа, Нью-Джерси, США               | Хард     | Ли Томпсон          | 6-7, 3-6      |
| Победа    | 3. | 13 сентября 1982 | Токио                               | Ковёр(i) | Барбара Поттер      | 7-6, 6-2      |
| Победа    | 4. | 21 февраля 1983  | Окленд, Калифорния, США             | Ковёр(i) | Сильвия Ханика      | 6-3, 6-3      |
| Поражение | 9. | 6 июля 1987      | Открытый чемпионат Бельгии, Кнокке  | Грунт    | Кэтлин Хорват       | 1-6, 6-75     |

### Парный разряд (4-6)
| Результат | №  | Дата             | Турнир                               | Покрытие | Партнёрша       | Соперницы в финале               | Счёт в финале |
| --------- | -- | ---------------- | ------------------------------------ | -------- | --------------- | -------------------------------- | ------------- |
| Поражение | 1. | 17 мая 1982      | Открытый чемпионат Германии, Берлин  | Грунт    | Клаудиа Коде    | Лиз Гордон Беверли Молд          | 3-6, 4-6      |
| Победа    | 1. | 4 июля 1983      | Гамбург, ФРГ                         | Грунт    | Клаудиа Коде    | Иванна Мадруга Катрин Танвье     | 7-5, 6-4      |
| Победа    | 2. | 11 июля 1983     | Фрайбург, ФРГ                        | Грунт    | Ева Пфафф       | Иванна Мадруга Эмильса Рапони    | 6-1, 6-2      |
| Поражение | 2. | 24 сентября 1984 | Лос-Анджелес, США                    | Хард     | Ева Пфафф       | Венди Тернбулл Крис Эверт-Ллойд  | 2-6, 4-6      |
| Поражение | 3. | 8 октября 1984   | Фильдерштадт, ФРГ                    | Ковёр(i) | Ева Пфафф       | Клаудиа Коде-Кильш Гелена Сукова | 2-6, 6-4, 3-6 |
| Поражение | 4. | 12 ноября 1984   | Брисбен, Австралия                   | Трава    | Ева Пфафф       | Мартина Навратилова Пэм Шрайвер  | 3-6, 2-6      |
| Поражение | 5. | 20 мая 1985      | Открытый чемпионат Швейцарии, Лугано | Грунт    | Ева Пфафф       | Бонни Гадусек Гелена Сукова      | 2-6, 4-6      |
| Победа    | 3. | 8 сентября 1986  | Токио, Япония                        | Ковёр(i) | Ева Пфафф       | Катерина Малеева Мануэла Малеева | 6-1, 6-7, 6-2 |
| Победа    | 4. | 6 июля 1987      | Открытый чемпионат Бельгии, Кнокке   | Грунт    | Мануэла Малеева | Марселла Мескер Кэтлин Хорват    | 4-6, 6-4, 6-4 |
| Поражение | 6. | 2 ноября 1987    | Вустер, Массачусетс, США             | Ковёр(i) | Ева Пфафф       | Элис Берджин Розалин Фэрбенк     | 4-6, 4-6      |

## Финалы Кубка Федерации
| Результат | Год  | Место проведения финала | Покрытие | Команда                      | Соперницы в финале                                                | Счёт |
| --------- | ---- | ----------------------- | -------- | ---------------------------- | ----------------------------------------------------------------- | ---- |
| Поражение | 1982 | Санта-Клара, США        | Хард     | ФРГ: Б. Бунге, К. Коде-Кильш | США: М. Навратилова, К. Эверт-Ллойд                               | 0:3  |
| Поражение | 1983 | Цюрих, Швейцария        | Грунт    | ФРГ: Б. Бунге, К. Коде-Кильш | Чехословакия: И. Бударова, Г. Мандликова, М. Скугерска, Г. Сукова | 1:2  |